# Dina Nayeri
Dina Nayeri (Esfahan, 1979) è una scrittrice statunitense d'origine iraniana.

## Biografia
Nata nel 1979 a Esfahan, vive e lavora a Londra.
Ha vissuto in Iran fino all'età di 8 anni quando la madre, convertita al Cristianesimo e per questo a rischio della vita, ha portato lei e il fratello prima a Dubai e a Roma, poi definitivamente negli Stati Uniti, in Oklahoma, mentre il padre è rimasto a Esfahan.
Dopo un B.A. all'Università di Princeton e un M.B.A. e un M.A. ad Harvard, ha ottenuto un M.F.A. all'Iowa Writers' Workshop.
Nel 2013 ha esordito nella narrativa con l'"ambizioso e riccamente stratificato" Tutto il mare tra di noi al quale ha fatto seguito il romanzo parzialmente autobiografico Rifugio nel 2017 e il memoir L'ingrata nel 2019 nel quale è scandagliata in tutte le sue sfaccettature la condizione dell'immigrato.
Vincitrice nel 2015 del Premio O. Henry con il racconto A Ride Out of Phrao, le sue opere sono state tradotte in 14 lingue e pubblicate in 20 paesi.

## Opere

### Romanzi
- Tutto il mare tra di noi (A Teaspoon of Earth and Sea), Milano, Piemme, 2013 traduzione di Velia Februari ISBN 978-88-566-1718-4.
- Rifugio (Refuge, 2017), Milano, Piemme, 2018 traduzione di Velia Februari ISBN 978-88-566-1719-1.

### Memoir
- L'ingrata (The ungrateful refugee, 2019), Milano, Feltrinelli, 2020 traduzione di Flavio Santi ISBN 978-88-07-03385-8.

## Premi e riconoscimenti
- Premio O. Henry: 2015 vincitrice con il racconto A Ride Out of Phrao
- Premio fratelli Scholl: 2020 vincitrice con L'ingrata[12]